# Трбоуње
Трбоуње је насељено мјесто у саставу града Дрниша, у Далмацији, у Шибенско-книнској жупанији, Република Хрватска.

## Географија
Насеље је удаљено око 5 км сјеверозападно од Дрниша. Смјештено је у југозападном подножју планине Промине. Ту је и рудник боксита, до којег је изграђена жељезничка пруга из правца Дрниша.

## Историја
Године 1914. почело је копање бокситне руде. Извозила се жељезницом до Шибеника, а одатле паробродом за Ријеку, па опет жељезницом у Беч. Рудари су били ослобођени војне службе у Првом свјетском рату. Након рата је функционисало неколико рудника на подручју Трбоуња. Припадали су компанијама „Adriabauxit“ и „Kontinental“. Рудници су затворени 1950-их.
Трбоуње се од распада Југославије до августа 1995. године налазило у Републици Српској Крајини.

## Култура
У Трбоуњу се налази католичка црква Св. Фране.

## Становништво
Према попису из 1991. године, село је имало 487 становника, 482 Хрвата, 1 Србина и 4 остала. Према попису становништва из 2001. године, Трбоуње је имало 259 становника. Насеље је према попису становништва из 2011. године имало 225 становника.
| Демографија | Демографија | Демографија |
| Година      | Становника  | Становника  |
| ----------- | ----------- | ----------- |
| 1961.       | 1.070       |             |
| 1971.       | 868         |             |
| 1981.       | 585         |             |
| 1991.       | 487         |             |
| 2001.       | 259         |             |
| 2011.       |             | 225         |

## Попис 1991.
На попису становништва 1991. године, насељено место Трбоуње је имало 487 становника, следећег националног састава:
| Попис 1991.‍ | Попис 1991.‍ | Попис 1991.‍ | Попис 1991.‍ | Попис 1991.‍ |
| ----------- | ----------- | ----------- | ----------- | ----------- |
|             |             |             |             |             |
| Хрвати      | Хрвати      |             | 482         | 98,97%      |
| Срби        | Срби        |             | 1           | 0,20%       |
| непознато   | непознато   |             | 4           | 0,82%       |
| укупно: 487 |             |             |             |             |

## Презимена
- Бракус — Римокатолици
- Чупић — Римокатолици
- Марин — Римокатолици
- Матић — Римокатолици
- Миловац — Римокатолици
- Контић — Римокатолици
- Леденко — Римокатолици
- Косор — Римокатолици
- Ћевид — Римокатолици